# Еміліо Ведова
Еміліо Ведова (італ. Emilio VedovaEmilio Vedova; 9 серпня 1919, Венеція — 26 жовтня 2006, там само) — італійський художник-абстракціоніст, один з найбільших представників інформального живопису в Італії.

## Життя і творчість
Свою творчу діяльність Е. Ведова почав в 1930 році як учень фотографа і реставратора, потім у період з 1936 по 1943 рік працював у Римі, Флоренції і Венеції. На початку 50-х років XX століття, коли абстрактне мистецтво під гаслом «Абстракція як світова мова» ставало все більш популярним серед молоді, Е. Ведова стає одним з провідних художників — абстракціоністів Італії. У загальному і цілому будучи художником — одинаком, у 1952—1953 роках майстер бере участь у діяльності мистецької групи «Группо дель Отто».
У 1947 році Е. Ведова вперше бере участь у Венеційській бієнале, а в 1960 році йому там присуджується Великий Приз. Був постійним учасником виставок німецьких абстракціоністів documenta 1-3 у Касселі (1955, 1959, 1964). Потім, після тривалої перерви — в «documenta 7», в 1982 році.
Помер у рідній Венеції, похований на острові Сан-Мікеле.

## Стиль
Живопису Е. Ведова характерна чорно-біла композиція. Тут його творчість має спільні риси з роботами Франца Клайна. Чорне і біле буквально борються між собою на полотнах майстра, у супроводі деяких інших фарб, серед яких перевага віддається червоній та синій. Фарби накладаються різкими, сильними мазками. На поверхні картин немає ясного образу, немає напрямів або центру. Живопис художника показує спонтанність, протиріччя і відкритість процесу творчості.
Е. Ведова розумів свою творчість і як художність, і як політичне мистецтво, навіть у тому випадку, якщо в ньому відсутнє конкретне реалістичне або ілюстративне зображення. Багато його робіт, часто створених у вигляді абстрактних циклів, носили політичні назви, як, наприклад, створена в 1964 році велика серія мальованих з обох сторін картин на дерев'яних щитах, під назвою «Берлінський щоденник абсурду». Цей цикл вказував на трагедію розділеного, розірваного на частини міста.